# How a French Nobleman Got a Wife Through the 'New York Herald' Personal Columns
Pour plus de détails, voir Fiche technique et Distribution.
How a French Nobleman Got a Wife Through the 'New York Herald' Personal Columns est un film muet américain comique de poursuite réalisé par Edwin S. Porter, produit par Edison Studios et sorti en 1904. Ce film est un remake de Personal de Wallace McCutcheon.

## Fiche technique
- Réalisation : Edwin S. Porter
- Production : Edison Studios
- Durée : 11 minutes
- date de sortie : 1904